# Федеріко Маттіелло
Федеріко Маттіелло (італ. Federico Mattiello, нар. 14 липня 1995, Лукка) — італійський футболіст, правий захисник та півзахисник клубу «Аталанта».

## Клубна кар'єра

### Ранні роки
Народився 14 липня 1995 року в місті Лукка. Розпочав займатися спортом в ранньому дитинстві, паралельно граючи в футбол і в теніс, в якому домігся серйозних успіхів, крім перемоги в різних дитячих турнірах ставши чемпіоном Італії у віковій категорії до 12 років. Однак з часом пристрасть до футболу, незважаючи на замішання батьків, змусила зробити його вибір і почати футбольну кар'єру в молодіжному секторі команди з рідної провінції — «Луккезе-Лібертас». У віці 13 років він вирішив повністю зосередитися на футболі. Чотири рази на тиждень Федеріко старанно їздив на тренування з рідної села в Лукку. Всього через рік, в 2009 році, у віці 14 років, Федеріко потрапив в академію «Ювентуса».
Відігравши сезон за юнацьку команду, в складі якої він став найкращим гравцем турніру «Аль Касс», що проводився в січні 2012 року в Катарі, наступні два сезони Маттіелло провів в Прімавері «старої сеньйори». Перед стартом сезону він зумів проявити себе на Меморіалі Іліо Віскузі в К'юза-ді-Пезіо, забивши гол у ворота дорослої команди «Бра». А кількома місяцями пізніше саме його вирішальний удар в додатковий час приніс «Ювентусу» перемогу в молодіжному Кубку Італії, фінальний матч-відповідь якого проходив в Неаполі проти однолітків з «Наполі» в квітні 2013 року. Матч за Суперкубок, що проводився у вересні проти володаря молодіжного Скудетто «Лаціо» Маттіелло пропустив через травму, але це не завадило Прімавері виграти і здобути цей трофей слідом за Кубком Італії. Проте він так і залишився єдиним у сезоні 2013/14 для юних «бьянконері». Восени того ж року він дебютував в Юнацькій лізі УЄФА, в якій зіграв три матчі.

### «Ювентус»
Підготовку до нового сезону 2014/15 півзахисник почав у складі першої команди «Ювентуса» в Віново, проте в список гравців, які вирушили в турне по Азії і Океанії, не потрапив. Після повернення команди до Італії, Маттіелло відіграв на Trofeo TIM і в традиційному матчі в Віллар-Пероза за першу команду, а потім був включений в заявку на перший тур Серії А і в заявку «Юве» на Лігу Чемпіонів.
9 листопада відбувся дебют Маттіелло в Серії А: на 82-й хвилині матчу проти «Парми» (7:0) він замінив Клаудіо Маркізіо за рахунку 6:0, зайнявши позицію на лівому фланзі півзахисту. Уже в наступному матчі проти «Лаціо» в Римі Федеріко замінив Перейру, вийшовши на поле на 73-й хвилині і зайнявши місце лівого захисника, на якій до видалення грав Сімоне Падоїн. Через кілька хвилин Маттіелло відзначився ударом по воротах, з яким впорався Федеріко Маркетті, та й в цілому виглядав впевнено, показавши навички гри в обороні і не ризикуючи даремно при комфортному рахунку 0:3.
Щоб отримати більше ігрового часу в Серії А, 2 лютого 2015 року Федеріко Маттіелло був відданий в оренду «К'єво» до кінця сезону. Після короткої адаптації та появи на полі з лави запасних замість Есекьєля Скелотто в переможному матчі проти «Сампдорії» (2:1), Федеріко вперше вийшов в стартовому складі в матчі Серії А проти «Мілана» 28 лютого 2015 року, відігравши на позиції лівого захисника всі 90 хвилин. За цей матч, що закінчився з рахунком 0-0, він удостоївся втішних відгуків і високих оцінок в спортивній пресі, а також заслужив місце в стартовому складі на наступний матч: домашню гру проти «Роми». Цей матч став для Федеріко фатальним: на 16-й хвилині зустрічі в зіткненні з півзахисником «джаллороссі» Раджею Наїнгголаном він отримав відкритий перелом обох кісток правої гомілки. Увечері того ж дня, 8 березня, футболіст був прооперований професором Дзордзі в Клініці Sacro Cuore в Неграр. На повне відновлення від травми і повернення на футбольне поле було потрібно сім місяців, таким чином, сезон для нього завершився достроково.
3 липня 2015 року «К'єво» погодило з «Ювентусом» продовження оренди гравця ще на сезон. 19 жовтня він вперше вийшов на поле, зігравши в матчі Серії А проти «Дженоа» (2:3). Проте вже всього три дні по тому, під час тренувальної сесії Маттіелло вивихнув праву гомілку. Обстеження показало, що гравець отримав перелом, через що за веронську команду гравець більше не зіграв жодного матчу.
У сезоні 2016-17 молодий футболіст перебував в заявці «Ювентуса», де відновлювався від попередніх травм, через що за першу команду не зіграв жодного матчу, хоча і з нею виграв «золотий дубль», а також став фіналістом Ліги чемпіонів.
3 липня 2017 року Маттіелло був відданий на правах оренди в СПАЛ. За півроку, наприкінці січня 2018 року гравець перейшов до «Аталанти», яка погодилася залишити його до кінця сезону в лавах СПАЛа.
Влітку 2018 року приєднався до «Аталанти», проте, так і не зігравши у своїй новій команді жодного матчу, був відданий в оренду спочатку до «Болоньї», а за рік — до «Кальярі».
15 вересня 2020 року, також на умовах оренди з «Аталанти», приєднався до лав «Спеції», команди, що уперше пробилася до Серії A і посилювала склад перед дебютом у найвищому італійському дивізіоні.

## Виступи за збірні
З 16 років Федеріко регулярно залучався в збірні Італії відповідних вікових категорій. За U-16 він провів 6 матчів і забив один гол. У 2012 році в складі збірної Італії до 17 років Маттіелло зіграв у восьми матчах, а в серпні того ж року отримав виклик в команду U-18.
2014 року в складі збірної Італії U-20 він зіграв проти Франції U-21 (1:1) і товариша по «Ювентусу» Кінгслі Комана. Всього на молодіжному рівні зіграв у 2 офіційних матчах.

## Статистика виступів

### Статистика клубних виступів
Станом на 1 жовтня 2020
| Сезон               | Команда             | Чемпіонат           | Чемпіонат | Чемпіонат | Національний кубок | Національний кубок | Національний кубок | Континентальні кубки | Континентальні кубки | Континентальні кубки | Інші змагання | Інші змагання | Інші змагання | Усього | Усього |
| Сезон               | Команда             | Ліга                | Ігор      | Голів     | Ліга               | Ігор               | Голів              | Ліга                 | Ігор                 | Голів                | Ліга          | Ігор          | Голів         | Ігор   | Голів  |
| ------------------- | ------------------- | ------------------- | --------- | --------- | ------------------ | ------------------ | ------------------ | -------------------- | -------------------- | -------------------- | ------------- | ------------- | ------------- | ------ | ------ |
| 2014–15             | «Ювентус»           | A                   | 2         | 0         | КІ                 | 1                  | 0                  | ЛЧ                   | 0                    | 0                    | СІ            | 0             | 0             | 3      | 0      |
| 2014–15             | «К'єво»             | A                   | 3         | 0         | КІ                 | -                  | -                  | -                    | -                    | -                    | -             | -             | -             | 3      | 0      |
| 2015–16             | «К'єво»             | A                   | 1         | 0         | КІ                 | 0                  | 0                  | -                    | -                    | -                    | -             | -             | -             | 1      | 0      |
| Усього за «К'єво»   | Усього за «К'єво»   | Усього за «К'єво»   | 4         | 0         |                    | 0                  | 0                  |                      | -                    | -                    |               | -             | -             | 4      | 0      |
| 2016–17             | «Ювентус»           | A                   | 0         | 0         | КІ                 | 0                  | 0                  | ЛЧ                   | 0                    | 0                    | СІ            | 0             | 0             | 0      | 0      |
| Усього за «Ювентус» | Усього за «Ювентус» | Усього за «Ювентус» | 2         | 0         |                    | 1                  | 0                  |                      | 0                    | 0                    |               | -             | -             | 3      | 0      |
| 2017–18             | СПАЛ                | A                   | 29        | 0         | КІ                 | 1                  | 0                  | -                    | -                    | -                    | -             | -             | -             | 30     | 0      |
| 2018–19             | «Болонья»           | A                   | 17        | 1         | КІ                 | 2                  | 0                  | -                    | -                    | -                    | -             | -             | -             | 19     | 1      |
| 2019–20             | «Кальярі»           | A                   | 18        | 0         | КІ                 | 0                  | 0                  | -                    | -                    | -                    | -             | -             | -             | 18     | 0      |
| 2020–21             | «Спеція»            | A                   | -         | -         | КІ                 | -                  | -                  | -                    | -                    | -                    | -             | -             | -             | 0      | 0      |
| Усього за кар'єру   | Усього за кар'єру   | Усього за кар'єру   | 70        | 1         |                    | 4                  | 0                  |                      | 0                    | 0                    |               | 0             | 0             | 74     | 1      |

## Титули і досягнення
- Чемпіон Італії (1):

«Ювентус»: 2016-17
- Володар Кубка Італії (1):

«Ювентус»: 2016-17